# Filippo dalle Vacche
Filippo dalle Vacche, o Filippo delle Vacche conosciuto come Filippo di Caravaggio (Caravaggio, ... – Brescia, dopo il 1484), è stato un architetto italiano.

## Biografia
Non si conoscono i natali di Filippo dalle Vacche ma si ritiene che fosse originario di Caravaggio, dove era nato nella prima metà del Quattrocento. Fu principalmente attivo sul territorio di Brescia. Probabilmente proveniva dall'antica famiglia di "Cristoforo de Vachis marengonus" che è documentato sul territorio bresciano tra il 1469 al 1475.

Duomo di Salò - facciata

La prima documentazione concernente le sue attività di architetto riguardano la ricostruzione del duomo di Salò, commissione che gli fu assegnata nel 1452 con inizio dei lavori nel 1453, e probabilmente proseguì nel progetto di Cristoforo de Vachis.
Non si conosce il suo percorso di studi ma risulta che fosse già affermato nella sua attività di progettista e direttore di lavori e della manovalanza.

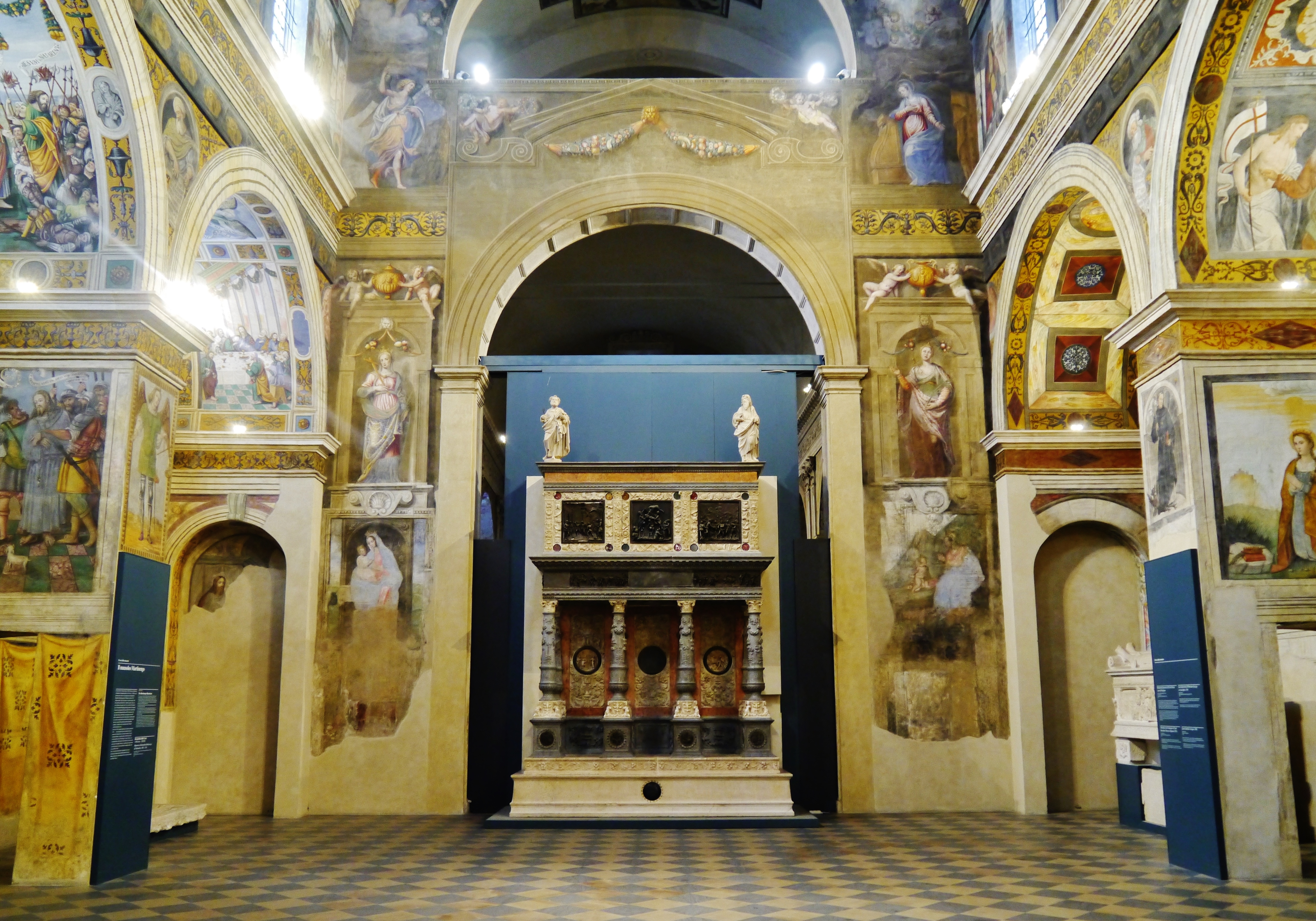
Brescia Museo di Santa Giulia Coro del Monache

Difficile ricostruirne il percorso artistico perché un'ulteriore documento che lo cita, risale a dieci anni dopo la realizzazione del duomo di Salò, nel 1466, quando risulta indicato nella realizzazione del coro delle monache del monastero di Santa Giulia con Giovanni del Formaggio, di Brescia, ma la complessità dell'opera indica che Filippo avesse proseguito lo studio con realizzazione di altri lavori, raggiungendo un'ottima maturità artistica. L'opera, in chiave rinascimentale, si presenta come un importante rinnovamento locale. L'ambiente si sviluppa su pianta rettangolare con tre cappelle laterali inserite in profonde arcate che si collegano attraverso passaggi rettangolari, la copertura della volta a botte presenta una parete con finestre inserite tra due cornici. L'esterno propone la medesima soluzione ma inversa.
Questo importante sviluppo del linguaggio architettonico non si ripropone nelle successive due opere. Una eseguita nel 1481 per la duomo di Chiari, dove Filippo riprende, anche se molto rimaneggiato, quanto proposto nel duomo di Salò, e nel 1483 per il coro e la cappella intitolata all'Immacolata del convento di San Francesco in Brescia con Antonio Zurlengo, che è di difficile giudizio essendo andati perduti i locali che erano adibiti a sale capitolari e che, dalla documentazione, pare si presentassero in tardo gotico.
Filippo dalle Vacche fu un importante esponente nella seconda metà del Cinquecento dello sviluppo artistico bresciano, grazie alla sua capacità di trovare nuove soluzioni che potevano unire l'antica arte lombarda, soprattutto milanese al nuovo linguaggio artistico che giungevano da Venezia. I registri dei pagamenti conservati negli archivi bresciani, lo citano fino agli ultimi mesi del 1484, periodo in cui si pensa sia morto.